# Masaaki Kanno
Masaaki Kanno (菅野 将晃, Kanno Masaaki, Kanagawa, 15 augustus 1960) is een Japans voormalig middenvelder speelde.

## Clubcarrière
In 1976 ging Kanno naar de Asahi High School, waar hij in het schoolteam voetbalde. Nadat hij in 1979 afstudeerde, ging Kanno spelen voor Furukawa Electric, de voorloper van JEF United Ichihara. Met deze club werd hij in 1985/86 kampioen van Japan. Kanno veroverde er in 1982 en 1986 de JSL Cup. In 15 jaar speelde hij er 212 competitiewedstrijden en scoorde 35 goals. Hij tekende in 1994 bij Kyoto Purple Sanga. Kanno beëindigde zijn spelersloopbaan in 1994.

## Statistieken

### J.League
| Seizoen | Club                | Competitie | J.League | J.League | J.League Cup | J.League Cup | Totaal | Totaal |
| Seizoen | Club                | Competitie | Wed.     | Dlp.     | Wed.         | Dlp.         | Wed.   | Dlp.   |
| ------- | ------------------- | ---------- | -------- | -------- | ------------ | ------------ | ------ | ------ |
| 1992    | JEF United Ichihara | J1 League  | -        | -        | 7            | 0            | 7      | 0      |
| 1993    | JEF United Ichihara | J1 League  | 2        | 0        | 1            | 0            | 3      | 0      |
| Totaal  | Totaal              | Totaal     | 2        | 0        | 8            | 0            | 10     | 0      |